# Op weg naar geluk
Op weg naar geluk is de elfde cd van de Volendamse zanger Jan Smit en is naast Jansmit.com een van zijn meest succesvolle cd's. Het album kwam binnen op nummer 1 in de Album Top 100 en stond in totaal 7 weken op nummer 1 en bijna twee jaar genoteerd. Het werd bovendien de bestverkochte plaat van 2006 en de bestverkochte Nederlandstalige plaat van het decennium 2000-2009 voor Marco Borsato's Onderweg en Smits eigen Jansmit.com. Van de cd zijn in Nederland meer dan 190.000 exemplaren verkocht, goed voor drie keer platina.

## Geschiedenis
De cd kwam op 15 september 2006 uit en kwam de week erop met overweldigende voorsprong binnen op de eerste plaats in de Album Top 100. Op weg naar geluk verkocht meer dan tien keer zoveel als de nummer twee Rodus & Lucius van Rowwen Hèze. Ook in de daaropvolgende weken wist Smit de eerste plaats met ruime voorsprong te verdedigen. Na vier weken moest hij plaats maken voor de nieuwste release van Frans Bauer maar na twee weken veroverde Smit de nummer 1-positie terug. In de jaarlijst van 2006 bleef Op weg naar geluk Umoja van BLØF voor.
Op het album staan onder andere de drie nummer 1-hits Als de morgen is gekomen, Cupido en Op weg naar geluk. Bijna alle singles schreef Smit zelf in samenwerking met vriend en collega Simon Keizer. De laatste single De zomer voorbij werd vanaf 2007 gebruikt als titelsong van het gelijknamige televisieprogramma, waarin Smit op reis gaat met Nick & Simon en de 3JS. Als bonustrack staat op de plaat een interview met Smit door presentator Paul de Leeuw.

## Tracklist
| Nr. | Titel                             | Schrijver(s)                       | Duur |
| --- | --------------------------------- | ---------------------------------- | ---- |
| 1.  | Het leven                         | Jan Smit, Simon Keizer             | 3:03 |
| 2.  | Als de morgen is gekomen          | Smit, Keizer                       | 2:56 |
| 3.  | Cupido                            | Smit, Keizer                       | 3:14 |
| 4.  | Wanneer de avond dan voorbij gaat | Smit, Keizer                       | 3:04 |
| 5.  | Na al die nachten                 | Smit, Keizer                       | 3:17 |
| 6.  | Niet over rozen                   | Smit, Keizer                       | 3:05 |
| 7.  | Parijs                            | Smit, Keizer                       | 2:28 |
| 8.  | Ze is van goud                    | Smit, Keizer                       | 2:43 |
| 9.  | Op weg naar geluk                 | Smit, Keizer, Jaap Kwakman         | 2:52 |
| 10. | Verliefd, maar niet op jou        | Smit, Keizer                       | 3:27 |
| 11. | Van die dagen                     | Smit, Keizer                       | 3:01 |
| 12. | Tobago                            | Smit, Keizer                       | 3:17 |
| 13. | De zomer voorbij                  | Kwakman, Jan Dulles, Nick Schilder | 3:34 |
| 14. | Perhaps love (Met Paul de Leeuw)  | John Denver                        | 3:03 |

## Hitnotering

### Nederland
| "Op weg naar geluk" in de Nederlandse Album Top 100 - binnen: 23-09-2006 | "Op weg naar geluk" in de Nederlandse Album Top 100 - binnen: 23-09-2006 | "Op weg naar geluk" in de Nederlandse Album Top 100 - binnen: 23-09-2006 | "Op weg naar geluk" in de Nederlandse Album Top 100 - binnen: 23-09-2006 | "Op weg naar geluk" in de Nederlandse Album Top 100 - binnen: 23-09-2006 | "Op weg naar geluk" in de Nederlandse Album Top 100 - binnen: 23-09-2006 | "Op weg naar geluk" in de Nederlandse Album Top 100 - binnen: 23-09-2006 | "Op weg naar geluk" in de Nederlandse Album Top 100 - binnen: 23-09-2006 | "Op weg naar geluk" in de Nederlandse Album Top 100 - binnen: 23-09-2006 | "Op weg naar geluk" in de Nederlandse Album Top 100 - binnen: 23-09-2006 | "Op weg naar geluk" in de Nederlandse Album Top 100 - binnen: 23-09-2006 | "Op weg naar geluk" in de Nederlandse Album Top 100 - binnen: 23-09-2006 | "Op weg naar geluk" in de Nederlandse Album Top 100 - binnen: 23-09-2006 | "Op weg naar geluk" in de Nederlandse Album Top 100 - binnen: 23-09-2006 | "Op weg naar geluk" in de Nederlandse Album Top 100 - binnen: 23-09-2006 | "Op weg naar geluk" in de Nederlandse Album Top 100 - binnen: 23-09-2006 | "Op weg naar geluk" in de Nederlandse Album Top 100 - binnen: 23-09-2006 | "Op weg naar geluk" in de Nederlandse Album Top 100 - binnen: 23-09-2006 | "Op weg naar geluk" in de Nederlandse Album Top 100 - binnen: 23-09-2006 | "Op weg naar geluk" in de Nederlandse Album Top 100 - binnen: 23-09-2006 | "Op weg naar geluk" in de Nederlandse Album Top 100 - binnen: 23-09-2006 | "Op weg naar geluk" in de Nederlandse Album Top 100 - binnen: 23-09-2006 | "Op weg naar geluk" in de Nederlandse Album Top 100 - binnen: 23-09-2006 | "Op weg naar geluk" in de Nederlandse Album Top 100 - binnen: 23-09-2006 | "Op weg naar geluk" in de Nederlandse Album Top 100 - binnen: 23-09-2006 | "Op weg naar geluk" in de Nederlandse Album Top 100 - binnen: 23-09-2006 | "Op weg naar geluk" in de Nederlandse Album Top 100 - binnen: 23-09-2006 | "Op weg naar geluk" in de Nederlandse Album Top 100 - binnen: 23-09-2006 | "Op weg naar geluk" in de Nederlandse Album Top 100 - binnen: 23-09-2006 | "Op weg naar geluk" in de Nederlandse Album Top 100 - binnen: 23-09-2006 |
| Week                                                                     | 01                                                                       | 02                                                                       | 03                                                                       | 04                                                                       | 05                                                                       | 06                                                                       | 07                                                                       | 08                                                                       | 09                                                                       | 10                                                                       | 11                                                                       | 12                                                                       | 13                                                                       | 14                                                                       | 15                                                                       | 16                                                                       | 17                                                                       | 18                                                                       | 19                                                                       | 20                                                                       | 21                                                                       | 22                                                                       | 23                                                                       | 24                                                                       | 25                                                                       | 26                                                                       | 27                                                                       | 28                                                                       | 29                                                                       |
| ------------------------------------------------------------------------ | ------------------------------------------------------------------------ | ------------------------------------------------------------------------ | ------------------------------------------------------------------------ | ------------------------------------------------------------------------ | ------------------------------------------------------------------------ | ------------------------------------------------------------------------ | ------------------------------------------------------------------------ | ------------------------------------------------------------------------ | ------------------------------------------------------------------------ | ------------------------------------------------------------------------ | ------------------------------------------------------------------------ | ------------------------------------------------------------------------ | ------------------------------------------------------------------------ | ------------------------------------------------------------------------ | ------------------------------------------------------------------------ | ------------------------------------------------------------------------ | ------------------------------------------------------------------------ | ------------------------------------------------------------------------ | ------------------------------------------------------------------------ | ------------------------------------------------------------------------ | ------------------------------------------------------------------------ | ------------------------------------------------------------------------ | ------------------------------------------------------------------------ | ------------------------------------------------------------------------ | ------------------------------------------------------------------------ | ------------------------------------------------------------------------ | ------------------------------------------------------------------------ | ------------------------------------------------------------------------ | ------------------------------------------------------------------------ |
| Nummer                                                                   | 1                                                                        | 1                                                                        | 1                                                                        | 1                                                                        | 1                                                                        | 3                                                                        | 4                                                                        | 1                                                                        | 1                                                                        | 2                                                                        | 2                                                                        | 4                                                                        | 5                                                                        | 4                                                                        | 3                                                                        | 4                                                                        | 3                                                                        | 3                                                                        | 4                                                                        | 6                                                                        | 6                                                                        | 8                                                                        | 10                                                                       | 11                                                                       | 17                                                                       | 21                                                                       | 21                                                                       | 25                                                                       | 15                                                                       |
| Week                                                                     | 30                                                                       | 31                                                                       | 32                                                                       | 33                                                                       | 34                                                                       | 35                                                                       | 36                                                                       | 37                                                                       | 38                                                                       | 39                                                                       | 40                                                                       | 41                                                                       | 42                                                                       | 43                                                                       | 44                                                                       | 45                                                                       | 46                                                                       | 47                                                                       | 48                                                                       | 49                                                                       | 50                                                                       | 51                                                                       | 52                                                                       | 53                                                                       | 54                                                                       | 55                                                                       | 56                                                                       | 57                                                                       | 58                                                                       |
| Nummer                                                                   | 15                                                                       | 16                                                                       | 18                                                                       | 14                                                                       | 15                                                                       | 9                                                                        | 15                                                                       | 22                                                                       | 24                                                                       | 24                                                                       | 17                                                                       | 39                                                                       | 36                                                                       | 42                                                                       | 29                                                                       | 25                                                                       | 30                                                                       | 30                                                                       | 39                                                                       | 43                                                                       | 39                                                                       | 37                                                                       | 57                                                                       | 52                                                                       | 64                                                                       | 77                                                                       | 66                                                                       | 71                                                                       | 71                                                                       |
| Week                                                                     | 59                                                                       | 60                                                                       | 61                                                                       | 62                                                                       | 63                                                                       | 64                                                                       | 65                                                                       | 66                                                                       | 67                                                                       | 68                                                                       | 69                                                                       | 70                                                                       | 71                                                                       | 72                                                                       | 73                                                                       | 74                                                                       | 75                                                                       | 76                                                                       |                                                                          | 77                                                                       |                                                                          | 78                                                                       | 79                                                                       | 80                                                                       | 81                                                                       | 82                                                                       | 83                                                                       | 84                                                                       | 85                                                                       |
| Nummer                                                                   | 87                                                                       | 65                                                                       | 55                                                                       | 54                                                                       | 49                                                                       | 50                                                                       | 64                                                                       | 63                                                                       | 51                                                                       | 76                                                                       | 74                                                                       | 75                                                                       | 66                                                                       | 75                                                                       | 79                                                                       | 84                                                                       | 90                                                                       | 96                                                                       | uit                                                                      | 93                                                                       | uit                                                                      | 90                                                                       | 100                                                                      | 46                                                                       | 13                                                                       | 45                                                                       | 54                                                                       | 60                                                                       | 57                                                                       |
| Week                                                                     | 86                                                                       | 87                                                                       | 88                                                                       | 89                                                                       | 90                                                                       | 91                                                                       | 92                                                                       | 93                                                                       | 94                                                                       | 95                                                                       | 96                                                                       | 97                                                                       | 98                                                                       | 99                                                                       | 100                                                                      | 101                                                                      |                                                                          |                                                                          |                                                                          |                                                                          |                                                                          |                                                                          |                                                                          |                                                                          |                                                                          |                                                                          |                                                                          |                                                                          |                                                                          |
| Nummer                                                                   | 46                                                                       | 66                                                                       | 72                                                                       | 40                                                                       | 42                                                                       | 42                                                                       | 49                                                                       | 45                                                                       | 29                                                                       | 36                                                                       | 45                                                                       | 45                                                                       | 53                                                                       | 47                                                                       | 74                                                                       | 88                                                                       | uit                                                                      |                                                                          |                                                                          |                                                                          |                                                                          |                                                                          |                                                                          |                                                                          |                                                                          |                                                                          |                                                                          |                                                                          |                                                                          |

### Vlaanderen
| "Op weg naar geluk" in de Vlaams Ultratop 200 - binnen: 23-09-2006 | "Op weg naar geluk" in de Vlaams Ultratop 200 - binnen: 23-09-2006 | "Op weg naar geluk" in de Vlaams Ultratop 200 - binnen: 23-09-2006 | "Op weg naar geluk" in de Vlaams Ultratop 200 - binnen: 23-09-2006 | "Op weg naar geluk" in de Vlaams Ultratop 200 - binnen: 23-09-2006 | "Op weg naar geluk" in de Vlaams Ultratop 200 - binnen: 23-09-2006 | "Op weg naar geluk" in de Vlaams Ultratop 200 - binnen: 23-09-2006 | "Op weg naar geluk" in de Vlaams Ultratop 200 - binnen: 23-09-2006 | "Op weg naar geluk" in de Vlaams Ultratop 200 - binnen: 23-09-2006 | "Op weg naar geluk" in de Vlaams Ultratop 200 - binnen: 23-09-2006 | "Op weg naar geluk" in de Vlaams Ultratop 200 - binnen: 23-09-2006 | "Op weg naar geluk" in de Vlaams Ultratop 200 - binnen: 23-09-2006 | "Op weg naar geluk" in de Vlaams Ultratop 200 - binnen: 23-09-2006 | "Op weg naar geluk" in de Vlaams Ultratop 200 - binnen: 23-09-2006 | "Op weg naar geluk" in de Vlaams Ultratop 200 - binnen: 23-09-2006 | "Op weg naar geluk" in de Vlaams Ultratop 200 - binnen: 23-09-2006 | "Op weg naar geluk" in de Vlaams Ultratop 200 - binnen: 23-09-2006 | "Op weg naar geluk" in de Vlaams Ultratop 200 - binnen: 23-09-2006 | "Op weg naar geluk" in de Vlaams Ultratop 200 - binnen: 23-09-2006 | "Op weg naar geluk" in de Vlaams Ultratop 200 - binnen: 23-09-2006 | "Op weg naar geluk" in de Vlaams Ultratop 200 - binnen: 23-09-2006 | "Op weg naar geluk" in de Vlaams Ultratop 200 - binnen: 23-09-2006 | "Op weg naar geluk" in de Vlaams Ultratop 200 - binnen: 23-09-2006 | "Op weg naar geluk" in de Vlaams Ultratop 200 - binnen: 23-09-2006 | "Op weg naar geluk" in de Vlaams Ultratop 200 - binnen: 23-09-2006 | "Op weg naar geluk" in de Vlaams Ultratop 200 - binnen: 23-09-2006 | "Op weg naar geluk" in de Vlaams Ultratop 200 - binnen: 23-09-2006 | "Op weg naar geluk" in de Vlaams Ultratop 200 - binnen: 23-09-2006 | "Op weg naar geluk" in de Vlaams Ultratop 200 - binnen: 23-09-2006 | "Op weg naar geluk" in de Vlaams Ultratop 200 - binnen: 23-09-2006 |
| Week                                                               | 01                                                                 | 02                                                                 | 03                                                                 | 04                                                                 | 05                                                                 | 06                                                                 | 07                                                                 | 08                                                                 | 09                                                                 | 10                                                                 | 11                                                                 | 12                                                                 |                                                                    | 13                                                                 | 14                                                                 | 15                                                                 | 16                                                                 |                                                                    | 17                                                                 | 18                                                                 |                                                                    | 19                                                                 | 20                                                                 | 21                                                                 | 22                                                                 | 23                                                                 | 24                                                                 | 25                                                                 |                                                                    |
| ------------------------------------------------------------------ | ------------------------------------------------------------------ | ------------------------------------------------------------------ | ------------------------------------------------------------------ | ------------------------------------------------------------------ | ------------------------------------------------------------------ | ------------------------------------------------------------------ | ------------------------------------------------------------------ | ------------------------------------------------------------------ | ------------------------------------------------------------------ | ------------------------------------------------------------------ | ------------------------------------------------------------------ | ------------------------------------------------------------------ | ------------------------------------------------------------------ | ------------------------------------------------------------------ | ------------------------------------------------------------------ | ------------------------------------------------------------------ | ------------------------------------------------------------------ | ------------------------------------------------------------------ | ------------------------------------------------------------------ | ------------------------------------------------------------------ | ------------------------------------------------------------------ | ------------------------------------------------------------------ | ------------------------------------------------------------------ | ------------------------------------------------------------------ | ------------------------------------------------------------------ | ------------------------------------------------------------------ | ------------------------------------------------------------------ | ------------------------------------------------------------------ | ------------------------------------------------------------------ |
| Nummer                                                             | 100                                                                | 39                                                                 | 28                                                                 | 35                                                                 | 34                                                                 | 34                                                                 | 40                                                                 | 57                                                                 | 63                                                                 | 73                                                                 | 90                                                                 | 97                                                                 | uit                                                                | 92                                                                 | 87                                                                 | 90                                                                 | 85                                                                 | uit                                                                | 99                                                                 | 100                                                                | uit                                                                | 98                                                                 | 89                                                                 | 86                                                                 | 89                                                                 | 92                                                                 | 85                                                                 | 93                                                                 | uit                                                                |
| Week                                                               | 26                                                                 | 27                                                                 | 28                                                                 | 29                                                                 | 30                                                                 | 31                                                                 | 32                                                                 | 33                                                                 | 34                                                                 | 35                                                                 | 36                                                                 | 37                                                                 | 38                                                                 | 39                                                                 | 40                                                                 | 41                                                                 | 42                                                                 | 43                                                                 | 44                                                                 | 45                                                                 | 46                                                                 | 47                                                                 | 48                                                                 | 49                                                                 | 50                                                                 | 51                                                                 |                                                                    |                                                                    |                                                                    |
| Nummer                                                             | 86                                                                 | 45                                                                 | 26                                                                 | 17                                                                 | 13                                                                 | 12                                                                 | 12                                                                 | 18                                                                 | 26                                                                 | 35                                                                 | 34                                                                 | 36                                                                 | 32                                                                 | 30                                                                 | 32                                                                 | 52                                                                 | 63                                                                 | 75                                                                 | 72                                                                 | 61                                                                 | 60                                                                 | 81                                                                 | 80                                                                 | 61                                                                 | 55                                                                 | 74                                                                 | uit                                                                |                                                                    |                                                                    |